# Patriarcado de las Indias Orientales
El patriarcado de las Indias Orientales (en latín: Patriarchatus Indiarum Orientalium) es una sede titular de la Iglesia católica en India. Se trata de un patriarcado latino erigido el 1 de septiembre de 1886, que tiene como su titular al arzobispo de Goa y Damán. Desde el 12 de diciembre de 2003 el patriarca de las Indias Orientales es el cardenal Filipe Neri António Sebastião do Rosário Ferrão.
A diferencia de los patriarcas y los arzobispos mayores de las Iglesias católicas orientales sui iuris, este es un patriarca latino como los de Lisboa, Venecia y Jerusalén, que gozan únicamente de un título honorífico.

## Historia
Este título fue conferido al arzobispo metropolitano de Goa como parte de un acuerdo entre la Santa Sede y Portugal en el contexto de la colonización portuguesa de las llamadas Indias Orientales. Posteriormente, con el declive de Portugal como potencia colonial, resultó un período difícil que se resolvió con un nuevo acuerdo por el cual Portugal renunció a sus derechos de mecenazgo (Padroado). De esta manera, los nombramientos episcopales en territorio colonial portugués actual o anterior volvieron a las disposiciones comunes del derecho eclesiástico y, por lo tanto, a las decisiones sin trabas de la Santa Sede. En cuanto a la India, esto significó que la Santa Sede era libre de hacer nombramientos para el episcopado allí que tuvieran en cuenta el crecimiento de la expansión británica.
El posterior aislamiento del territorio de Goa como enclave colonial portugués en la India antes de la invasión de las fuerzas indias en 1961 explica el hecho de que la arquidiócesis de Goa durante varias décadas estuvo inmediatamente sujeta a la Santa Sede y no tuvo diócesis sufragáneas. En un pasado más lejano, el arzobispo tenía una verdadera jurisdicción metropolitana, con diócesis sufragáneas; estas, sin embargo, fueron eliminadas o suprimidas progresivamente; la última diócesis sufragánea en India fue la diócesis de Damán, que se fusionó con la arquidiócesis de Goa el 1 de mayo de 1928 para formar la actual arquidiócesis. La arquidiócesis perdió formalmente su condición de sede metropolitana el 1 de enero de 1975, cuando las diócesis de Macao y Dili fueron separadas de la provincia de Goa. El 25 de noviembre de 2006 el papa Benedicto XVI la elevó de nuevo a arquidiócesis metropolitana, con la diócesis de Sindhudurg como sufragánea.

## Episcopologio
| No. | Retrato | Nombre (Nacimiento-muerte)                            | Patriarcado   |
| --- | ------- | ----------------------------------------------------- | ------------- |
| 1   |         | António Sebastião Valente (1846-1908)                 | 1886-1908     |
| 2   |         | Mateus de Oliveira Xavier (1858-1929)                 | 1909-1929     |
| 3   |         | Teotónio Emanuel Ribeiro Vieira de Castro (1859-1940) | 1929-1940     |
| 4   |         | José da Costa Nunes (1880-1976)                       | 1940-1953     |
| 5   |         | José Vieira Alvernaz (1898-1986)                      | 1953-1975     |
| 6   |         | Raul Nicolau Gonçalves (1927-)                        | 1978-2004     |
| 7   |         | Filipe Neri Ferrão (1953-)                            | 2004-presente |